# Raimo Vīgants
Raimo Vīgants, född 25 februari 1999 i Madona, är en lettisk längdskidåkare som har tävlat i världscupen sedan 2019. 
Vīgants är främst en sprintspecialist, och är bättre i fri teknik än i klassisk stil. Han tävlar för skidklubben SSK Bebra, baserad i Bebrene i Augšdaugavas kommun, i sydöstra Lettland nära Daugavpils.

## Karriär
Vīgants hade våren 2025; tjugotre medaljer från nationella mästerskap sedan år 2016, varav tio guld. Han gjorde sitt första världsmästerskap år 2017 i Lahtis och blev sjuttiosexa i sprintkvalet, den enda distans han ställde upp i.
I en juniortävling i Idre 2018 tog han en tredje plats på tio kilometer i fri stil bakom svenskarna Axel Aflodal och den framtida landslagsåkaren Leo Johansson, 38 sekunder efter vinnande tiden. Under Världsmästerskapen i nordisk skidsport 2019 i Seefeld in Tirol ställde Vīgants återigen upp i sprintkvalet och blev denna gång sextionia. Två år senare, 2021 i Oberstdorf blev han sjuttionde man i sprintkvalet men körde desto fler distanser. Han kom bland annat på fyrtioandra plats i skiathlontävlingen och körde final med det lettiska laget i stafetten där man blev femtonde och sista lag.
Vīgants ställde upp i de Olympiska vinterspelen 2022 i Peking. Där tog han sig vidare från kvalet som tjugoåttonde man av trettio och fick köra kvartsfinal. Han gick inte vidare men hade en av de snabbare tiderna av de som slogs ut och slutade sammanlagt på tjugonde plats. Det var också första gången som Vīgants varit i närheten att ta sig vidare från ett sprintkval på elitnivå. Det hela beskrevs som en sensation i lettisk media. Han fullföljde spelen med en femtioförsta plats i skiathlon och en fyrtiofjärde plats på femmilen, samt deltog i både sprintstafetten och den långa stafetten för Lettland. När en lettisk tränare testade positivt för Covid-19 under de olympiska spelen agerade Vīgants talesperson.
I världsmästerskapen 2023 i slovenska Planica ställde Vīgants upp i sitt fjärde raka VM, men var inte nära att ta sig vidare från sprintkvalet och hade heller inga framstående placeringar på de övriga distanserna han körde.
Under Världscupen i längdåkning 2024/2025, den 25 januari 2025 i Engadin i Schweiz, lyckades Vīgants för första gången att ta världscuppoäng. Han tog sig vidare med artonde bästa tid i prologen, men blev utslagen i kvartsfinalen. Han hade dock en av de bättre tiderna och slutade på en sjuttonde plats i tävlingen vilket gav honom tretton världscuppoäng. Samtidigt lyckades hans landslagskollega och träningskamrat Lauris Kaparkalējs också ta sig vidare från prologen och tog också världscuppoäng, även om Kaparkalējs också slogs ut i kvartsfinalen och bara tog två världscuppoäng efter ett fall i sin kvartsfinal. Det var första gången i historien som två åkare från Lettland lyckades ta världscuppoäng i samma lopp.
Under världsmästerskapen 2025 i Trondheim gjorde Vīgants sitt femte raka VM. Han tog sig inte vidare från sprintkvalet, utan slutade fyrtiosjua. De övriga distanserna han körde var skiathlon, där han blev sjuttionde man, 10 kilometer klassiskt där han blev sextioetta och femmilen där han blev femtioandra åkare.
Både Vīgants och landslagskollegan Kaparkalējs är mycket framstående rullskidåkare. Vīgants tar kontinuerligt pallplatser på löpande band under FIS-tävlingar under sommarsäsongerna. I världsmästerskapen i rullskidor år 2019 tog han ett brons på hemmaplan i Madona på distansen 20 kilometer masstart. 2024 i italienska Ziano di Fiemme så tog Vigants guldet i 15 kilometer masstart med 0,6 sekunders marginal framför norrmannen August Amund Korsäth och estländaren Martin Himma. Vīgants var även förhandsfavorit till att vinna guldet. Han tränar även rullskidor tillsammans med Linn Sömskar från Sverige, som är en av de bästa rullskidåkarna på damsidan, och de båda blev guldmedaljörer i mästerskapet 2024.